# Fagottini
Les fagottini (littéralement « petits paquets ») sont des pâtes alimentaires farcies originaires d'Italie Elles sont souvent farcies de légumes et de fromage. Les pâtes sont découpées en carré et remplies. Les coins sont ensuite pliés de façon à former une pyramide.